# Urophora circumflava
Urophora circumflava
 es una especie de insecto díptero. Valery Korneyev lo describió científicamente por primera vez en el año 1998.
Esta especie pertenece al género Urophora de la familia Tephritidae.